# 페릴
《페릴》(Living In Peril)는 미국에서 제작된 잭 에르스가르드 감독의 1997년 코미디, 드라마, 스릴러 영화이다. 로브 로우 등이 주연으로 출연하였고 브래드 사우스윅 등이 제작에 참여하였다.

## 출연

### 주연
- 로브 로우
- 제임스 벨루시

### 조연
- 데이너 휠러-니콜슨
- 토니 롱고
- 리처드 몰

## 기타
- 총제작: 론 슈미트
- 미술: 나베스 나자리언
- 의상: 마크 브릿지
- 배역: 도날드 폴 펨릭
- 배역: 딘 E. 프롱크